# Schildpadreeks
De Schildpadreeks was een serie illegale oorlogsuitgaven in  de jaren 1943-1945, uitgegeven door Jac. P. Romijn te Utrecht. Het schildpad-vignet werd ontworpen door Toon van Ham.
De nummers 27, 28, 29, 30 van de reeks, daarover is helemaal niets te vinden op de site van de Koninklijke Bibliotheek in Den Haag. Ook in Dirk de Jong's boek, "Het vrije boek in Onvrije tijd:, is daarover niets te vinden. Mogelijk zijn die oplages indertijd in beslag genomen en vernietigd.

## Titels
- 1: De nood der ratten : gevolgd door De Haan zonder hoofd : twee korte verhalen, Jan H. de Groot [2]; geïll. door Jos Ruting 1944,[3][4][5]
- 2: Neerlands taal : thema met veranderingen, Jac. van Hattum 1944, Oplage: ca. 100 exx., 14 p, 19*13 cm, De Jong 364, Simoni H5, 
  - Colophon: NEERLANDS TAAL werd gezel uil de letter Egmont van S. H. de Roos en uitsluitend voor vrienden en kennissen van dichter en uitgever gedrukt in hel voorjaar van 1943.[6][7]
- 3: Bezet gebied, Ab Visser, 1944, Oplage: ca. 150 exx, gesigneerd, 29 p, 19*13 cm, De Jong 879, Simoni V24,  
  - COLOPHON, Deze bundel, „Bezet Gebied” van Ab Visser, werd voor publicatie in de Schildpad-reeks afgestaan door  D. A. Daamenss Uitgeversmaatschappij JV.V. te Den Haag, die het manuscript in portefeuille had. Do tekst werd gezet uit de letter Ugmont van S. H. de Roos en uitsluitend voor vrienden en familieleden van dichter en uitgever gedrukt in het voorjaar van 1943.[8][9]
- 4: Zoo ging de oorlog voorbij : een vertelling, door J. Romijn ; met een teekening van Adine van Houten[10] 1944, Oplage van ongeveer 150 gesigneerde exempl, 15 p, ill., 19 cm, De Jong ; 713, Simoni R27,
  - COLOPHON: De vertelling „Zoo ging de oorlog voorbij” van J. Komijn, geïllustreerd door Adine van Houten, werd geschreven in 1942. De tekst werd gezet uit de letters Bodoni en Fleischmann en uitsluitend voor vrienden van den schrijver gedrukt in het voorjaar van 1943,[11][10]
- 5: Over den mythischen achtergrond der litteratuur, J.A. Rispens, 1944, 12 p, 20 cm, De Jong 702, Simoni R14, 12 p, 20 cm,  
  - Colophon: Deze studie werd gezet uit de Nobel en de Gill Sans serif en voor vrienden van schrijver en uitgever gedruk in Mei 1943 [12][13]
- 6: Tusschen voorhangsel en altaar, Bernard Verhoeven, Aan Diny Reycrs-Koolhof, 1944, De Jong 847, Simoni V8, Oplage ca. 150 gesigneerde exemplaren h.c., 18 p, 19 cm,    
  - COLOPHON, Tusschen Voorhangsel en Altaar van Bernard Verhoeven werd gezet uit de Benedictine en gedrukt voor vrienden en verwanten van dichter en uitgever in de eerste Mei-dag en van 1943, Bermes Verbem [14][15]
- 7: Het derde beeld, B. Rijdes, (tek. van C. W. Veenstra) Voor MARIANNE, 1943, Oplage ca. 150 gesign. exemplaren, De Jong 731, Simoni M36, 34 p,  Ill., 19 cm
  - Colophon:  Deze novelle „Het derde Beeld” van B. Rijdes met een teekening van C. W. Veenstra, werd gezet uit de Hollandsche Mediaeval van S.H. de Roos en voor vrienden en verwanten van de schrijver en uitgever gedrukt in den zomer van 1943.[16].[17]
- 7: Het blauw, Frans Muller, 1943, Omslagteekening door Exmorra (ps. van Fedde Weidema), oplage: ca. 150 ex., gesigneerd, De Jong 581, Simoni M36, 40 p, 19 cm (zie: nr. 17)[18][19]
- 8: Van kracht tot kracht, H. de Bruin ; met een teekening van Toon van Ham, Schildpadvignet getekend door Toon van Ham, 1943, Opl.: 150 gesigneerde exx, De Jong 124, Simoni B47, 18 p, 20 cm, 
  - COLOPHON „Van kracht tot kracht” door 11. de Bruin werd gezet uit de letters Ratio Lateina en Fleischman en gedrukt voor vrienden en verwanten van schrijver en uitgever in den zomer van 1943,[20][21]
- 9: Het bloeiende steen, W.S. Noordhout, gedichten met een inleiding door G.K., tekeningen omslag en titelblad: Fedde Widema, 1943, Opl. van plm. 150 ex. druk: J. Pasman, Zuilen, De Jong nr. 605,  Simoni S8, 21 p, 19 cm,  (herdrukt als nr. 34 van de reeks in 1946)
  - Colophon: De bundel gedichten „Het bloeiende Steen”, geschreven in de jaren 1942 en 1943 door W.S. Noordhout, werd gezet uit de letter Egmont vaan S. H. de Roos en uitsluitend voor vrienden en kennissen van den dichter en van den uitgever gedrukt in den zomer van 1943.[22][23]
- 10: Beeld en stroom, Frans Bastiaanse, 1943, druk: J. Pasman, Zuilen, oplage: ca.150 gesigneerde exx. door de auteur, De Jong 69, Simoni R 15, 23 p, 20 cm.
  - COLOPHON:  De voorafgaande verzen zijn geschreven tusschen 1911 en 1936 en werden ter gelegenheid van den 75-sten verjaardag van den dichter gepubliceerd in de Schildpadreeks in een oplage, uitsluitend bestemd voor vrienden en verwanten van dichter en uitgever. De hundel werd gezet uit de Benedictine en gedrukt op Oud-Hollandsch papier in den zomer van 1943 [24][25]
- Bijzonder nummer: Kerstmis 1943, gedicht van G. Kamphuis, houtgravure van Tjomme de Vries, ca. 1943, oplage: ca. 150 ex, De Jong 447, Simoni K8, 1 blad, rijmprent met omslag, 19 cm [26][27]
- 11: Kunst en religie, Muus Jacobse, 1943, tweede tiental nr. 1, De Jong 431, Simoni H13, oplaag: ca. 150 gesign. exx., 20 p, 19 cm
  - Colophon: Kunst en Religie door Muus Jacobse is de tekst van een inleiding, gehouden op de zomerconferentie van de Indonesische Christen-Jongeren te Kerk-Avezaath op 10 Augustus 1942. Deze tekst werd gezet uit de Nobel en in het najaar van 1943 gedrukt voor vrienden en verwanten van de schrijver en uitgever.[28][29]
- 12: Tempore belli : verzen, Gabriël Smit, 1943, tweede tiental nr. 2, oplaag: 150 gesigneerde exx., De Jong 764, Simoni S23, 23 p, 19 cm
  - Colophon: Tempore belli, een bundel versen door Gabriël Smit, werd gezet uit de Bodoni, en gedrukt in den zomer van 1943 in een oplage, uitsluitend bestemd voor vienden en verwanten van dichter en uitgever.[30][31]
- 13: Bruidegom in September, Theun de Vries, met een teekening van Adine van Houten, 1943, 2e tiental nr. 3, beperkte oplaag, verscheen eerder in 1941 als: Het meisje dat men nooit vergeet, De Jong 910, Simoni V41, 24 p, 20 cm, 
  - COLOPHON: De novelle „Bruidegom in September" verscheen voor de eerste maal in de proza-bundel „Het meisje dat men nooit vergeet”, Amsterdam 1941. Zij werd herdrukt voor de Schildpadreeks in den winter van 1943, in een oplage, uitsluitend bestemd voor vrienden en kennissen van auteur en uitgever.[32][33]
- 14: Gestalten van het Ik, gedichten, Barend de Goede, najaar 1943, Tweede tiental nr.4, Omslagtekening van Charles Nypels, schildpadvignet van Toon van Ham, oplage: ca. 150 gesigneerde exx., De Jong 319, Simoni G12, 19 p, 19 cm
  - Colophon: Deze bundel gedichten „Gestalten van het Ik” door Barend de Goede bevat werk uit de jaren 1941, 1942 en 1943, met uitzondering van „De dikzak sterft”) en werd in het nahaar van 1943 gedrukt in een oplage bestemd voor verwanten en vrienden van dichter en uitgever.[34][35]
- 15: Ontmoeting met Selma, Anna Blaman, met een tekening van E.A. Hof, 1943,  tweede tiental nr. 5, oplage: ca. 175 gesigneerde exx., De Jong 85, Simoni B18, 29 p, 19 cm,
  - COLOPHON: Deze novelle, „Ontmoeting met Selma”, door Anna Blaman, werd geschreven in Augustus 1943, gezet uit de letter van Garamont, versierd met een tekening van E. A. Hof en gedrukt in den winter van 1943 in een oplage, welke uitsluitend bestemd is voor vrienden en verwanten van schrijfster, illustrator en uitgever [36][37]
- 16: Carmina sparsa, G. Kamphuis.  1943, tweede tiental nr. 6, oplage: ca. 150 gesigneerde exemplaren, De Jong 446, Simoni K7, 20 p, 19 cm
  - Colophon: Deze bundel „Carmina Sparsa” door G. Kamphuis bevattende enkele gedichten uit de jaren 1937 tot 1941, werd gezet uit de Bodoni en gedrukt in den hersfst van 1943 in een oplage, uitsluitend bestemd voor vrienden en verwanten van dichter e uitgever.[38][39]
- 17: Het blauw, Frans Muller, 1944, tweede tiental nr 7, Omslagtekening door Exmorra (ps. van Fedde Weidema), oplage: ca. 150 gesigneerde exx., De Jong 581, Simoni (Publish and be free) M36, 40 p, 19 cm
  - COLOPHON Deze bundel „Het Blauw”, door Frans Muller, werd gezet uit de Bodoni en in Januari 1944 gedrukt in een oplage, uitsluitend bestemd voor vrienden en verwanten van dichter en uitgever, T.Muller.[17][40]
- 18: En zij zagen dat zij naakt waren, Niek VerhaAgen, illustratiess: C.A.B. Bantzinger, 1943, tweede tiental, nr. 8, Opl.: ca. 150 gesigneerde. exx., De Jong 845, Simoni V4, 15 p, ill., 19 cm
  - Colophon: De bundel En zij zagen dat zij naakt waren door Niek Verhaagen werd gezet uit de Garamond en gedrukt in de winter van 1943 met frontspice en twee vignetten van C.A.B. Bantzinger in een oplage, uitsluitend bestemd voor vrienden en verwanten van dichter, illustrator en uitgever.'[41][42]
- 19: Empedokles in ongenade : gedichten, Gerard van Klinkenberg, 1944, Tweede tiental no. 9, vignet: Toon van Ham, De gedichten later opgenomen in: Tusschen sterren en steenen, G. van Klinkenberg. 1946, bevat ook enkele bewerkte gedichten naar Hölderlin en Stefan George, oplage: ca. 150 gesigneerde exemplaren, De Jong 461. Simoni K13, 28 p, 20 cm,  colophon ontbreekt.[43][44]
- 20: De roep der aarde : Rilke-Nietzsche variaties, J. A. Rispens, 1944, tweede tiental no. 10, typografie: A.A.M. Stols, druk: N.V. Drukkerij Triom Den Haag, oplage.: ca. 125 gesigneerde exx., De Jong 701, Simoni R15, 32 p, 19 cm
  - Colophon: Dit essay De Roep der Aarde door J. A. Rispens werd gezet uit de Bodoni en gedrukt in Februari 1944 in een oplage, uitsluitend bestemd voor vrienden en verwanten van schrijver en uitgever [45][46]
  - 23 juni 1944 werd de reeks stopgezet.
- 21: Italiaansche sonnetten, samengesteld en vertaald uit het Italaliaans door R. Valkhoff, met omslagteekening door E. Thoden van Velsen, 1944, derde tiental nr. 1, oplage: ca. 150 gesigneerde exemplaren, De Jong 421, 19 p, 19 cm
  - Colophon: Deze bundel Italiaansche Sonnetten, vertaald door R. Valkhoff en met een omslagteekening van E. Thoden van Velzen, werd gezet uit de Garamont en gedrukt in Februari 1944 in een oplage, uitsluitend bestemd voor vrienden en verwanten van vertaler en uitgever.[47]
- 22: De heksenmeester, Sjoerd Leiker, met teekening door R.v.V. (ps.), 1944, Derde tiental 3, no. 2, oplage:  ca. 150 gesigneerde exemplaren, De Jong ; 497, Simoni L15, 25p, ill., 19 cm
  - Colophon:  Deze vertelling De Heksenmeester door Sjoerd Leiker, geschreven in Januari 1944, werd gezet uit de Bodoni en in Februari 1944 gedrukt in een oplage, uitsluitend bestemd voor vrienden en verwanten van schrijver en uitgever[48][49]
- 23: Verses by a female Robinson Crusoe, Evelyn Palmer pseud. van Gertrude Edith van Baaren-Pape, 1944, 3de tiental nr. 4 [3!], oplage ca.175 gesigneerde exx., De Jong 640, Simoni B2, 20 p, ill., 20 cm
  - Colophon:  These verses by Evelyn Palmer, with an introductory poem by K., and illustrated by Adine van Houten, were set in Bodoni type and printed in the spring of 1944 in an edition exclusively intended for friends and relations of the author, illustrator and publisher.[50][51]
- 24: Het stille woord, A.C. Leroy, 1944, derde tiental nr. 4, oplage: 150 exemplaren, De Jong 501, Simoni L18, 16 p, 20 cm
  - Colophon: Deze bundel Het Stille Woord, door A.C. LeRoy werd gezet uit  de Minister Antiqua en gedrukt in Maart 1944 in een oplage uitsluitend bestemd voor vrienden en verwanten van schrijver en uitgever  [52][53]
- 25: Roemeensche volksballaden, Marius Valkhoff, [1944], derde tiental nr. 5, oplage:  ca. 150 gesigneerde exx., De Jong ; 703, Simoni V2, 32 p, 20 cm,  
  - Colophon: Deze Roemeensche Volksballaden ingeleid en vertaald door Marius Valkhoff  werden gezet uit  de BODONI en gedrukt in MEI 1944 in een oplage uitsluitend bestemd voor vrienden en verwanten van vertaler en uitgever [54][55]
- 26: Zigeunerkoor, door Cor Deneer, 1944, derde tiental nr. 6, omslagtekening van Rein van Looy, schildpadvignet getekend door Toon van Ham, oplage.: ongeveer 150 gesign. exx., De Jong. 176, Simoni D4, 16 p,19 cm
  - Colophon:  De bundel „Zigeunerkoor" van Cor Deneer werd gezet uit de Hollandsche Mediaeval en in het voorjaar van 1944 gedrukt in een oplage, uitsluitend bestemd voor vrienden en familie* leden van dichter en uitgever [56][57]
- 31: Het derde beeld, een vertelling door B. Rijdes, verlucht door G. Douwe, 1945, 2e dr., uitgever: A. W. Bruna & Zoon, Utrecht, XXXI, 2e druk, Zie: Schildpadreeks nr. 7, (1e druk: 1943, als: Schildpad-reeks, no. 7), 54 p, ill., 19 cm [58][59]
- 32: Gedichten, Frans Muller, 1946, uitgever:  A.W. Bruna & Zoon, XXXII, 66 p, 19 cm, gebonden,[60][61]
- 33: Punt van uitgang : vier vertellingen, Jaap Romijn, teekeningen van Toon van Ham, 1945, uitgever: A. W. Bruna & Zoon, Utrecht, XXXIII, 79 p, ill., 19 cm
  - Aanteekening: Van deze vier vertellingen verscheen Confrontatie eerder in Opwaartsche Wegen 1938, Zoo ging de oorlog voorbij in de Schildpadreeks no. 4, 1943, Ontmoetingen in Saint-Gilles gedeeltelijk in Ad Interim 1944 en Kleine Kerstkroniek 1944 in de Handpalmreeks no. 2, 1945. Deze gezamenlijke herdruk werd met tekeningen geïllustreerd door Toon van Ham en gedrukt in de winter van 1945.[62][63]
- 34: Het bloeiende steen, W.S. Noordhout pseud. van Jan Willem Schulte Nordholt, inclusief de tekst van Gerrit Kamphuis: ter Introductie in de eerste druk. 1946, uitgave: A. W. Bruna & Zoon, Utrecht, 2e druk, Schildpadreeks 34, (1e uitgave: nr. 9, 1943), 23 p, 19 cm [64]